# Вся справа в браті
«Вся справа в браті» (рос. «Всё дело в брате») — радянський художній фільм 1976 року, режисера  Валентина Горлова.

## Сюжет
В одній сім'ї ростуть два абсолютно різних сина. Молодший, Фрол Каліткін, сумирний семикласник, переможець олімпіад, перший учень. А старший, Андрійко, — лобуряка, нероба і піжон. За виховання брата береться «правильний» Фрол.

## У ролях
- Роман Мадянов —  Фрол Каліткін
- Юрій Дуванов —  Андрій Каліткін
- Наталія Сеземан —  Віолетта
- Єлизавета Нікіщіхіна —  Єлизавета Михайлівна, вчителька
- Елеонора Шашкова —  Ніна Олександрівна Каліткіна, мама Фрола і Андрія
- Марина Горлова —  Ірина
- Володимир Грамматиков —  Лук'янов
- Вадим Мадянов —  Галушка
- Микола Горлов —  голова приймальної комісії в цирковому училищі
- Галина Кравченко —  член приймальної комісії в цирковому училищі
- Георгій Светлані —  член приймальної комісії в цирковому училищі
- Костянтин Бутаєв —  абітурієнт в цирковому училищі

## Знімальна група
- Режиссер — Валентин Горлов
- Сценаристи — Павло Лунгін, Валентин Горлов
- Оператор — Гасан Тутунов
- Композитор — Святослав Чекін
- Художник — Арсеній Клопотовський